# Jan Zhang Huan
Jan Zhang Huan OFS (chiń. 張煥若望) (ur. 18 sierpnia 1882 r. w Nanshe, powiat Yangqu, prowincja Shanxi w Chinach – zm. 9 lipca 1900 r. w Taiyuan) – seminarzysta, tercjarz franciszkański, męczennik, święty Kościoła katolickiego.

## Życiorys
Jan Zhang Huan urodził się w rodzinie katolickiej. Jego rodzicami byli Szymon Zhang Tianjun i Klara Wu. W 1896 r. został przyjęty do niższego seminarium duchownego, a następnie przeniesiony do wyższego seminarium w Taiyuan. Gdy podczas powstania bokserów miały miejsce w Chinach prześladowania chrześcijan, seminarzyści zostali zwolnieni do domów. Również on udał się do domu, ale postanowił wrócić do seminarium i zostać męczennikiem. Zarządca prowincji Shanxi Yuxian nienawidził chrześcijan. Z jego polecenia biskup Grzegorz Grassi został aresztowany razem z 2 innymi biskupami (Franciszek Fogolla, Eliasz Facchini, 3 księżmi, 7 zakonnicami, 7 seminarzystami, 10 świeckimi pomocnikami misji i kilkoma chińskimi wdowami. Aresztowano również protestanckich duchownych razem z ich rodzinami. Jan Zhang Huan znalazł się wśród uwięzionych. Został stracony z rozkazu gubernatora Shanxi 9 lipca 1900 r. razem z biskupem Grassi i innymi katolikami W tym dniu zabito łącznie 26 męczenników. W styczniu 1901 r. nowy zarządca prowincji urządził ich uroczysty pogrzeb.

## Dzień wspomnienia
9 lipca w grupie 120 męczenników chińskich.

## Proces beatyfikacyjny i kanonizacyjny
Beatyfikowany 24 listopada 1946 r. przez Piusa XII w grupie Grzegorz Grassi i 28 Towarzyszy. Kanonizowani w grupie 120 męczenników chińskich 1 października 2000 r. przez Jana Pawła II.